# 菊池日菜子
菊池 日菜子（きくち ひなこ、2002年〈平成14年〉2月3日 - ）は、日本の女優、ファッションモデル。福岡県出身。アミューズ所属。

## 略歴
2019年より芸能活動を開始。同年、西日本鉄道グループのCMオーディションに合格し、CM初出演を果たす。起用の決め手となったのは「男子に憧れられる存在感」、「視聴者を惹きつける透明感」であった。2020年4月、福岡の芸能事務所を経てアミューズに所属した。
2021年、三池崇史演出の舞台『醉いどれ天使』のオーディションに合格し、舞台初出演となる。同年、映画『私はいったい、何と闘っているのか』に出演。長編映画初出演となる。12月には、「全日本高等学校女子サッカー選手権大会」の初代応援マネジャーとして、約200人の応募者の中から選ばれた。
2023年、映画『月の満ち欠け』での演技が評価され、第46回日本アカデミー賞 新人俳優賞を受賞した。
2025年8月1日に公開された『長崎-閃光の影で-』で映画初主演。

## 人物
特技は、陸上（ハンマー投げ、ハードル走、走り高跳び）と書道。書道は書道高等師範、ハンマー投げはインターハイ予選6位（九州大会）の実力を持つ。
憧れの有名人は、高畑充希。好きな食べ物は、麻婆豆腐。

## 出演

### テレビドラマ
- この恋あたためますか 第1話（2020年10月20日、TBS） - 女子高生 役
- ショートショート劇場「こころのフフフ」 第2話（2021年8月15日、WOWOW） - 「なまリップ」の客 役
- 未来への10カウント 第9話（2022年6月9日、テレビ朝日） - 小野瀬梨々香 役
- 家庭教師のトラコ 第9話（2022年9月14日、日本テレビ）
- 亀も、青春は短い（2023年4月17日、テレビ東京） - 主演・亀山 役[13]
- ケーキの切れない非行少年たち（2023年6月20日、NHK BS1） - 愛梨 役[14]
- 放課後ていぼう日誌（2023年6月29日 - 8月24日、東海テレビ） - 大野真 役[15]
- 18/40〜ふたりなら夢も恋も〜（2023年7月11日 - 9月12日、TBS） - 浜田きらら 役[16]
- 鬼平犯科帳 本所・桜屋敷（2024年1月8日（6月8日・7月1日・6日）、時代劇専門チャンネル） - おふさ（青年期） 役[17]
- ヒロイン誕生!ドラマチックなオンナたち（2024年3月30日、NHK BSプレミアム4K） - 主演・樹木希林 役
- RoOT / ルート（2024年4月3日 - 6月5日、テレビ東京） - 三矢ユキ 役[18][19]
- リラの花咲くけものみち 第1話 - 最終話（2025年2月1日 - 15日、NHK総合、BSプレミアム4K） - 柴乃真子 役 [20]
- DOCTOR PRICE（2025年7月6日 - 、読売テレビ・日本テレビ） - 銅坂麻衣 役[21]

### ウェブドラマ
- 放課後ていぼう日誌（2023年6月13日 - 8月8日、Lemino） - 大野真 役[22]
- まだゆめをみていたい（2024年7月26日 - 、Hulu） - 与上芹香 役[23]
- 最期の授業-生き残った者だけが卒業-（2024年11月26日、UniReel） - 星野くるみ 役[24]

### 映画
- 世界で一番すばらしい俺（2021年9月16日）[25]
- 私はいったい、何と闘っているのか（2021年12月17日、日活 / 東京テアトル） - 伊澤香菜子 役[7][26]
- 月の満ち欠け（2022年12月2日、松竹） - 小山内瑠璃 役[27]
- ブルーピリオド（2024年8月9日、ワーナー・ブラザース） - 城田優奈 役[28]
- か「」く「」し「」ご「」と「（2025年5月30日、松竹） - 黒田文（パラ） 役[29]
- 長崎-閃光の影で-（2025年8月1日、アーク・エンタテインメント） - 主演・田中スミ 役[30]

### バラエティ・情報番組
- 痛快TV スカッとジャパン 第234回「ファミリースカッと～親権を取るために頑張った父に訪れた奇跡～」（2021年3月8日、フジテレビ） - 坂本あおい 役
- シュガー&シュガー 第2シリーズ（2021年11月5日 - 12月24日、NHK Eテレ） - 「選曲家劇場」のコーナー
- S☆1（2021年12月4日、TBS） [31]
- ラヴィット!（2021年12月7日、TBS）[32]
- 第30回全日本高等学校女子サッカー選手権大会（2022年1月3日 - 9日） - 初代応援マネージャー[9]
- ハタチェ!～トレンドおためし部～（2023年1月5日 - 26日、朝日放送テレビ）

### 舞台
- 醉いどれ天使（2021年9月3日 - 10月11日、明治座 / 新歌舞伎座） - 梢 役[6]
- ライチ☆光クラブ 2025（2025年1月10日 - 26日、IMM THEATER） - カノン 役[33]

### MV
- Dios「逃避行」（2021年3月31日）[34]
- THE 2「恋のジャーナル」（2022年4月13日）
- King Gnu「雨燦々」（2022年8月16日）
- 琴音「君に」（2023年4月5日）[35]
- Uru「心得」（2023年5月29日）
- カネヨリマサル「ラブソングがいらない君へ」（2024年1月24日）[36]
- カネヨリマサル「番外編」（2024年2月6日）[37]
- THE ORAL CIGARETTES「Savior Of My Life」（2025年4月11日）

### ファッションショー
- 東京ガールズコレクション
  - 第37回 マイナビ 東京ガールズコレクション 2023 AUTUMN／WINTER（2023年9月2日、さいたまスーパーアリーナ）[38]
  - CREATEs presents TGC KITAKYUSHU 2023 by TOKYO GIRLS COLLECTION（2023年10月7日、西日本総合展示場新館）[39]
  - TGC SHIZUOKA 2024 for SDGs by TOKYO GIRLS COLLECTION（2024年1月13日、ツインメッセ静岡 北館大展示場）
  - OOMiya presents TGC WAKAYAMA 2024 by TOKYO GIRLS COLLECTION（2024年2月3日、和歌山ビッグホエール）
  - マイナビ 東京ガールズコレクション 2024 SPRING／SUMMER（2024年3月2日、国立代々木競技場 第一体育館）
  - TGC MATSUYAMA 2024 by TOKYO GIRLS COLLECTION（2024年7月13日、愛媛県武道館）[40]

### CM
- 西日本鉄道グループ 「幸せのそばで」篇（2019年）[41]
- タマホーム 「走る少女」篇（2020年）[42]
- HAKUTO ルマンα 「ルマンαなら、やっぱり安心」篇 他（2020年）[43]
- 河合塾 2020年度 大学入学共通テスト トライアル 「告知」篇（2020年）[44]
- 株式会社SMIC ブランドMovie 「見えない想いに気づく人は、あなたを想う人。」篇（2021年）[45]
- 代々木ゼミナール 「緊急事態宣言に飲み込まれた私の受験」（2021年、WebCM）[46]
- プレミアムアウトレット 「出かけよう　無欲?」篇（2022年）

### スチール・広告
- LUMINE 2021AWモデル（2021年）
- HARUTA 2021AWモデル（2021年）
- FREAK'S STORE×SAUVENIR 2022 SPRING & SUMMER COLLECTION（2022年）
- アダストリア RAGEBLUE「HOLIDAY SPECIAL GIFT」（2022年）
- シチズン時計「Made by U25 project」（2023年）[47]

### Web
- Webメディア「IRO to ENSOKU jun imajo」 青春の意味青春とドライフラワー 02 Hinako Kikuchi（2021年1月3日）
- アプリ限定コンテンツ キナリノマガジンno.163「シマシマ」（2021年4月27日 - 5月3日）
- mina web 「菊池日菜子とルビーチョコとラズベリーのパフェ」（2021年11月25日）
- QUI 「First step — starring Hinako Kikuchi」（2021年12月31日）
- HOUYHNHNM（フイナム） 「路地裏てぃーん。 66人目 菊池日菜子 19歳」（2022年1月8日）
- LANDOER - MOVIE LAND「【菊池日菜子】映画『月の満ち欠け』多角度から考えた「小山内瑠璃」見えてきたのは揺るがない〈家族愛〉」（2022年11月23日）

### イベント
- FACo福岡アジアコレクション2019（2019年3月24日、福岡国際センター）
- なでしこピュアコレクション2019（2019年4月30日、鳥飼八幡宮）
- 福岡ティーンズフェス 2019（2019年8月8日、Zepp福岡）[48]
- 博多織着物ショー（2019年12月12日、天神中央公園）
- 古屋呂敏 写真展 『reflection』（2021年2月18日 - 2月20日、ギャラリー ルデコ B1） - モデル [49][50]

## 受賞歴
- 2022年度
  - 第46回日本アカデミー賞 新人俳優賞（『月の満ち欠け』）[10]